# 卡拉巴欽
50°16′26″N 29°27′23″E / 50.27389°N 29.45639°E
卡拉巴欽（烏克蘭語：Карабачин）是烏克蘭北部的村莊，隸屬日托米爾州的日托米爾區。該村始建於1510年，面積2.43平方公里，海拔高度176米，2001年人口309，人口密度每平方公里127.11人。